# Kloster Teistungenburg
Koordinaten: 51° 28′ 51,4″ N, 10° 15′ 51,9″ O
Das Kloster Teistungenburg ist ein ehemaliges Zisterzienserinnenkloster bei Teistungen im Landkreis Eichsfeld in Thüringen.

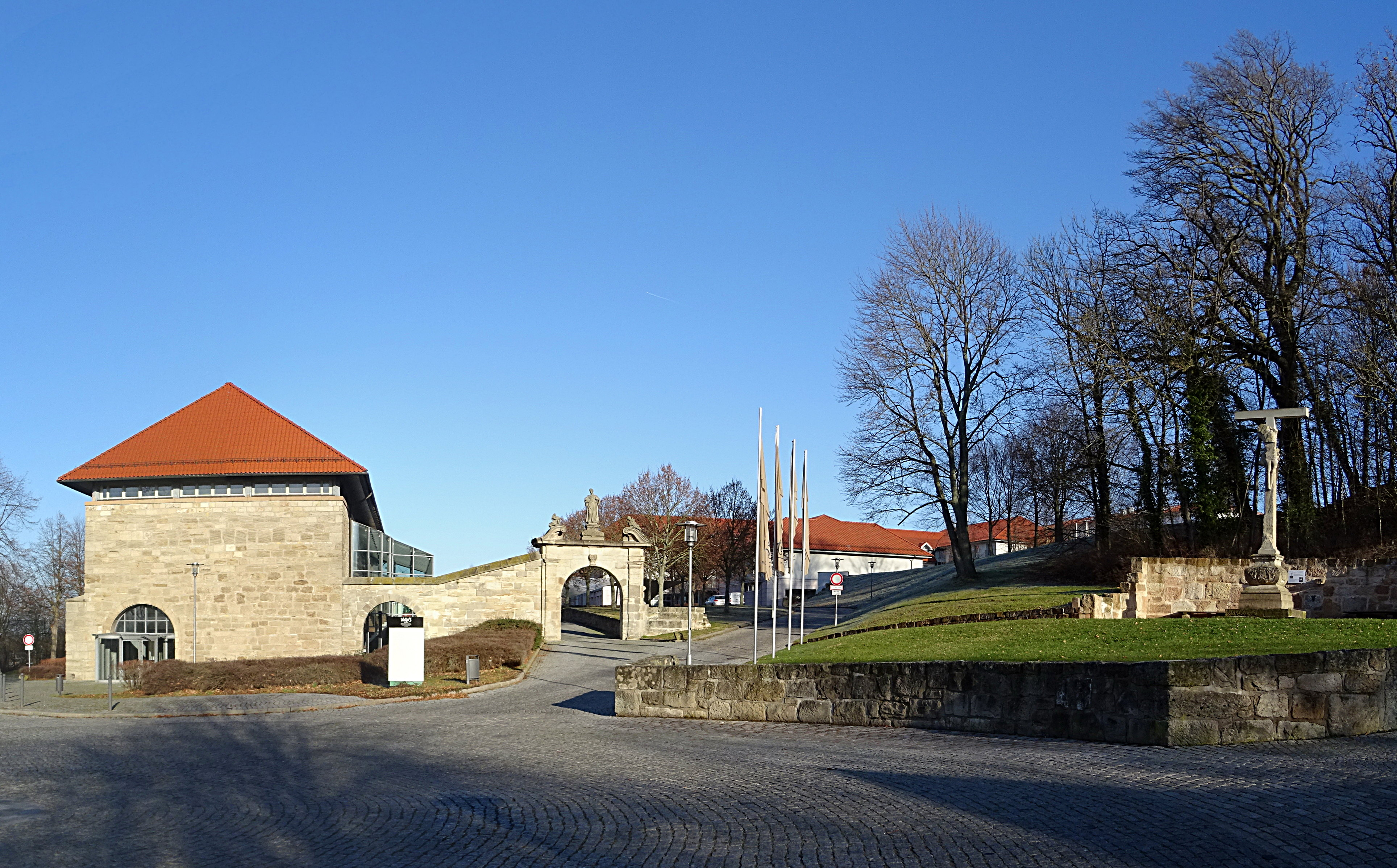
Ehemalige Klosteranlage

## Geschichte
Als Tochterkloster des Klosters Beuren 1260 für zehn Nonnen gegründet, erlangte das Kloster im ausgehenden 13. Jahrhundert seine Selbständigkeit von Beuren. Das Kloster hatte Rechte und Besitzungen in 40 Dörfern und besaß 1510 vier Vorwerke. Die Klosteranlage bestand neben den eigentlichen Klostergebäuden aus weiteren Anlagen (Propstei, Kemenate, Kornhaus, Brauhaus, 2 Scheunen, Kuhstall, 3 Schweineställe, Schäferei und 2 Torhäuser). 1525 wurde das Kloster während des Bauernkrieges fast vollständig zerstört, die Nonnen flüchteten nach Duderstadt. Auch der Dreißigjährige Krieg setzte dem Kloster zu, das nach seiner Plünderung 1643 völlig verarmte.
1720 begann der Neuaufbau, die Klosterkirche St. Peter und Paul wurde 1724 eingeweiht.
Im März 1809 wurde die gesamte Anlage im Rahmen von Entschädigungsleistungen verkauft, am 16. Oktober 1809 verließen die beiden letzten Nonnen auf Anweisung der Behörden des Königreichs Westphalen das Kloster, was damit seine Existenz endgültig einstellte.

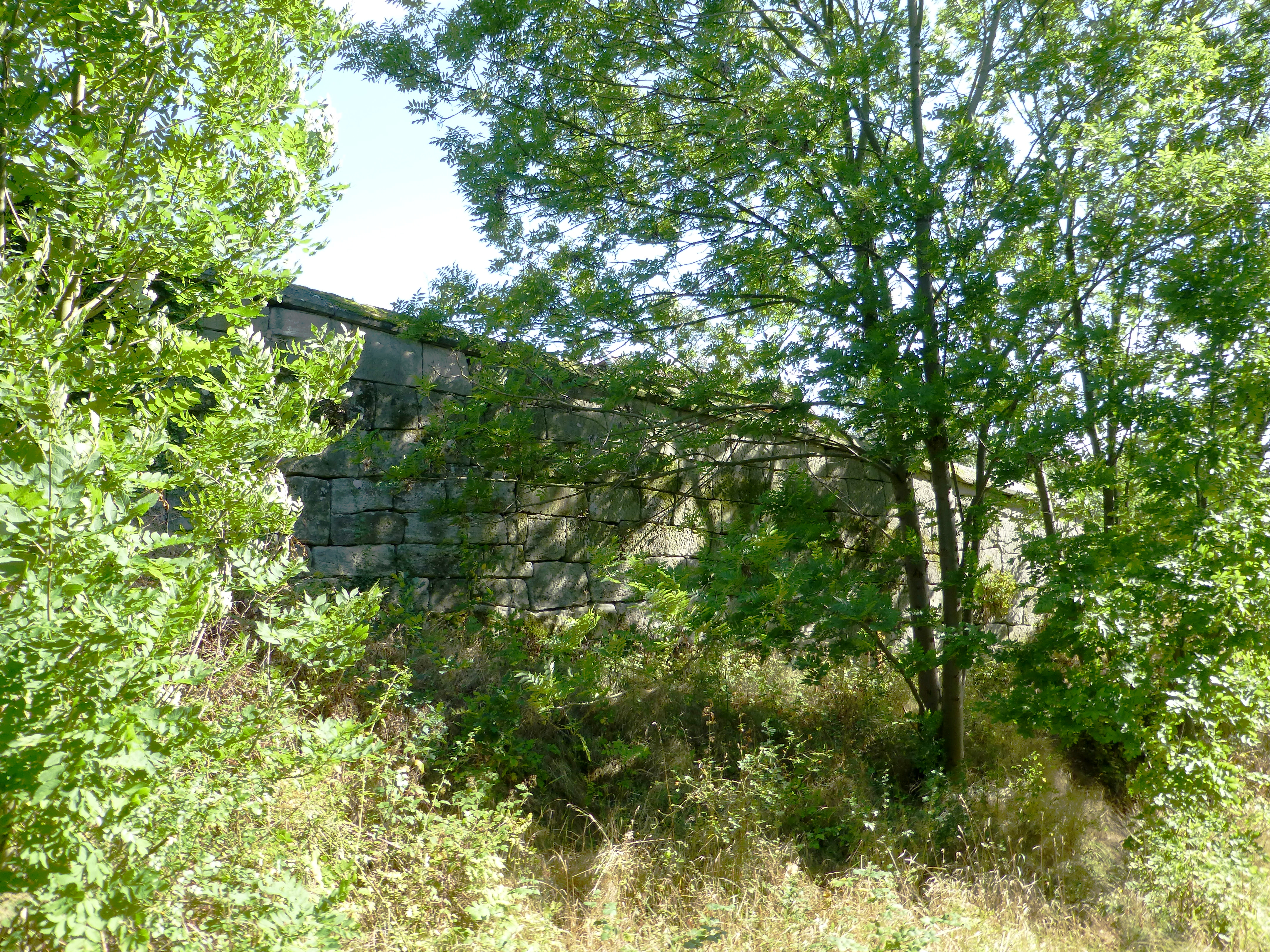
Reste der Klostermauer

Die meisten Klostergebäude wurden 1975 wegen der Nähe zur innerdeutschen Grenze abgebrochen. Erhalten blieb lediglich die hauptsächlich aus weißem Sandstein bestehende Klostermauer und ein Rinderstall.
Ein Großteil des alten Klosterarchivs wird heute im Landesarchiv Sachsen-Anhalt verwaltet.
Nach der Wende Anfang der 1990er Jahre wurde auf dem 28 Hektar großen Gelände der Familien- und Freizeitpark Teistungenburg errichtet. Hier eröffneten 1996 u. a. ein Erlebnisbad, ein Hotel, eine Kulturhalle und ein Damhirschgehege, umgeben von den restaurierten Klostermauern. Bis 1996 erfuhr der Freizeitpark mehrere Betreiberwechsel.

## Äbtissinnen
Folgende Äbtissinnen sind nachgewiesen:
- 1547–1554 Anna Hentze
- 1556–1560 Gertrud Schreibers
- 1560–1583 Margarethe Neuroth
- 1583–1623 Marina Ziegler
- 1522–1526 Christina von Bellowitz
- 1627–1630 Sabina von Fischborn
- 1630–1663 Cordula Seliger
- 1664–1686 Klara Zwingmann
- 1686–1714 Sabrina von Horn
- 1716–1745 Maria Magdalena Döring
- 1745–1762 Eugenia Fritz
- 1762–1786 Maria Pauline Diedrich
- 1787–1804 Aloisia Fritz
- 1804–1809 Bernada Reinhold

## Klosterbrunnen

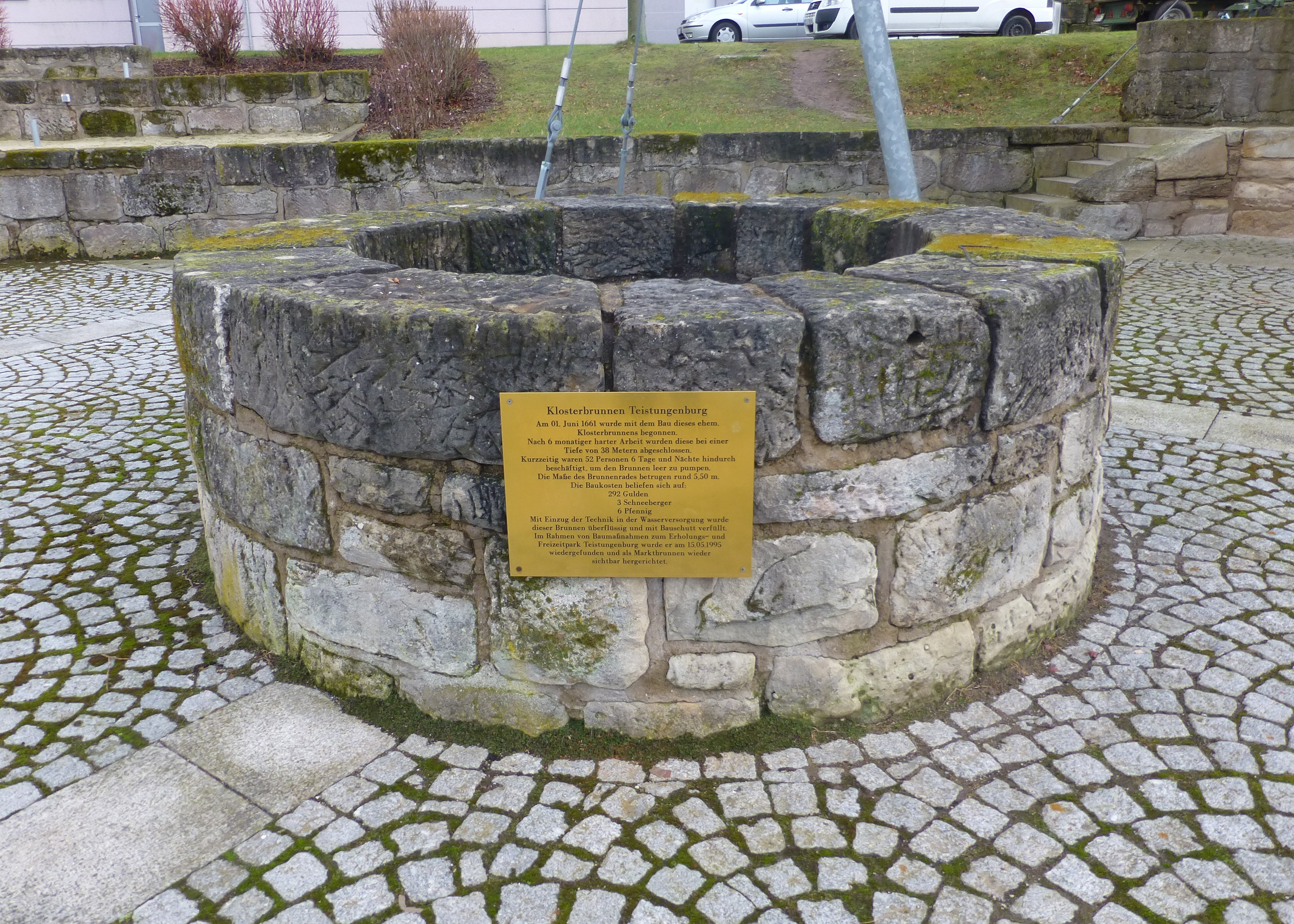
Der Brunnen auf dem heutigen Marktplatz von Teistungenburg

Während einer extremen Trockenheit im Jahr 1661 lieferte der Eselsbrunnen im Garten des Klosters nicht mehr ausreichend Wasser. Daraufhin wurde nahe der Kirche ein neuer Brunnen von Bergleuten aus dem Harz ausgeschachtet und bei einer Tiefe von etwa 38 m fertiggestellt. Die Kosten betrugen nach damaliger Rechnung 292 Gulden, 3 Schneeberger und 9 Pfennige. In späteren Zeiten wurde der Brunnen für die Wasserversorgung nicht mehr gebraucht und schrittweise zugeschüttet und galt schließlich als verschollen. 1994 stieß man bei Baumaßnahmen auf dem Gelände auf Reste des Brunnens. Anschließend wurde er bis zu einer Tiefe von 5,70 m wieder freigelegt und mit einer neuen Brüstung versehen.

## Heutige Nutzung
Seit April 1996 betreibt die Victor’s Residenz-Hotels GmbH die Anlage. Aktuell wird sie als Tagungs-, Sport- und Aktiv-Hotel der 4-Sterne-Kategorie genutzt. Das Hotel nennt sich nach dem ehemaligen Kloster „Victor’s Residenz-Hotel Teistungenburg“. Unmittelbar neben dem Hotel liegt das Grenzlandmuseum Eichsfeld sowie die Bildungsstätte am Grenzlandmuseum.

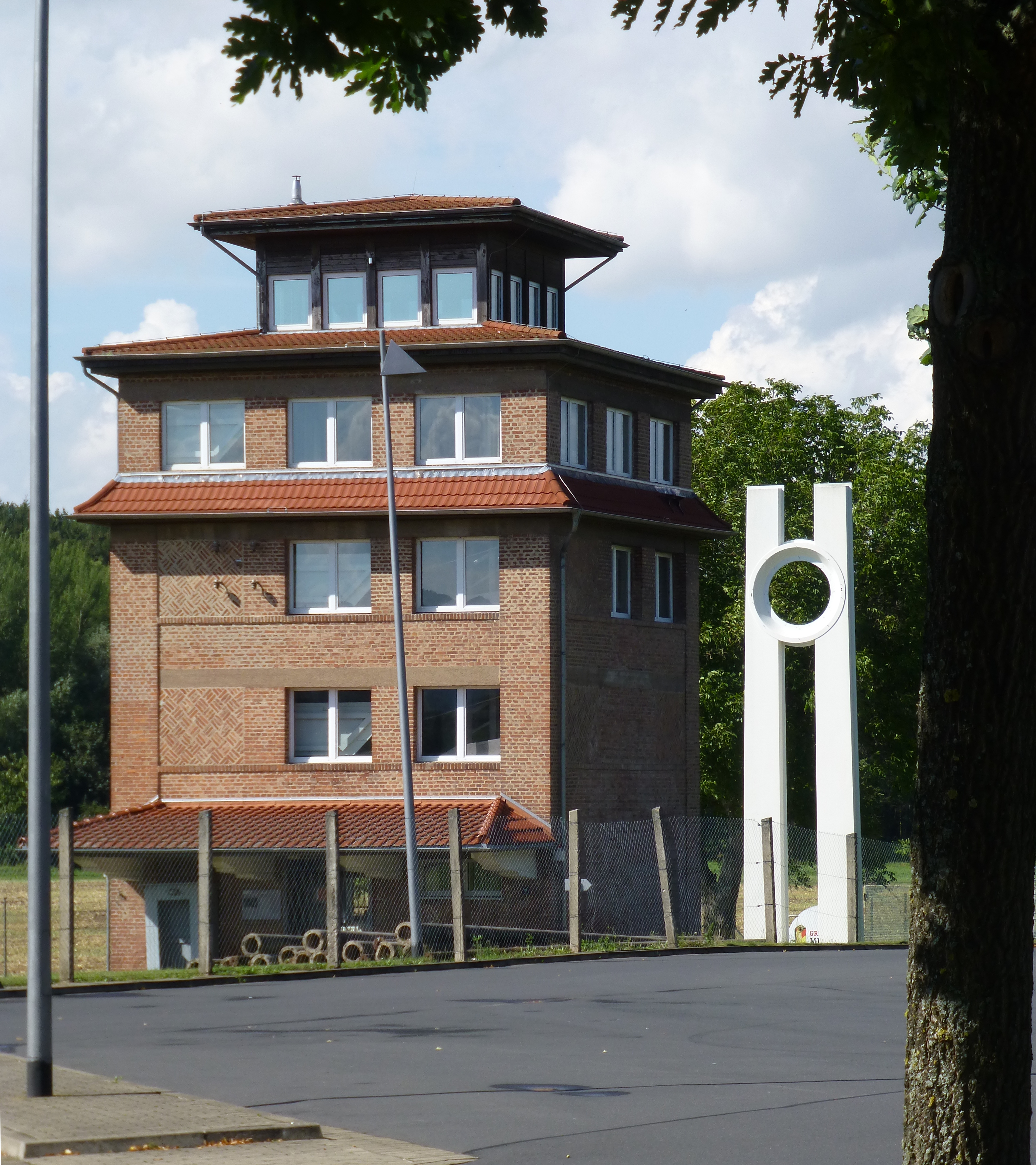
Der Turm der ehemaligen Klostermühle wurde 1973 zu einer Grenzsicherungsanlage der DDR umfunktioniert.